# Jonathan Mayhew Wainwright IV
Jonathan Mayhew Wainwright IV (23 de agosto de 1883 - 2 de septiembre de 1953) fue un general del ejército estadounidense y comandante de las fuerzas aliadas en Filipinas en el momento en que Estados Unidos se rindió a Japón en ese territorio, durante la Segunda Guerra Mundial.
Wainwright comandó las fuerzas estadounidenses y filipinas durante la invasión japonesa de Filipinas, por la que recibió una Medalla de Honor por su liderazgo. En mayo de 1942, en la isla bastión de Corregidor, careciendo de alimentos, suministros y municiones, con el fin de minimizar las bajas, Wainwright entregó a los japoneses las fuerzas aliadas restantes en Filipinas. En el momento de su captura, Wainwright era el prisionero de guerra estadounidense de mayor rango. Pasó tres años en campos de prisioneros japoneses, durante los cuales sufrió desnutrición y malos tratos. En agosto de 1945 fue rescatado por el Ejército Rojo en Manchukuo. Aclamado como un héroe tras su liberación, el 5 de septiembre de 1945, poco después de la rendición japonesa, Wainwright fue ascendido a general de cuatro estrellas.
Murió de un derrame cerebral en San Antonio, Texas, el 2 de septiembre de 1953, a la edad de 70 años.
Wainwright fue enterrado en el Cementerio Nacional de Arlington, junto a su esposa y cerca de sus padres. Estuvieron presentes durante el funeral Omar Bradley, George Marshall y Edward P. King, con una notoria ausencia de Douglas MacArthur. Fue enterrado con un servicio masónico y es una de las pocas personas cuyo funeral se celebró en el nivel inferior del Arlington Memorial Amhpitheater.